# Eukleidovo okno: Příběh geometrie od rovnoběžek k hyperprostoru
Eukleidovo okno: Příběh geometrie od rovnoběžek k hyperprostoru (anglicky Euclid's Window: the Story of Geometry from Parallel Lines to Hyperspace) je kniha od autora Leonarda Mlodinowa.
Autor popisuje dějiny matematiky prostřednictvím příběhů pěti osobností, které měly zásadní vliv na současnou podobu této abstraktní vědy. Text obsahuje jak základy jednotlivých matematických myšlenek a jejich postupný vývoj v průběhu historie, tak i biografické skutečnosti o Eukleidovi, René Descartovi, Carlu Gaussovi, Albertu Einsteinovi a Edwardu Wittenovi.
- Eukleidovo okno: Příběh geometrie od rovnoběžek k hyperprostoru, nakl. Slovart, Praha 2007, ISBN 978-80-7209-900-9